# XXIX symfonia (KV 201)

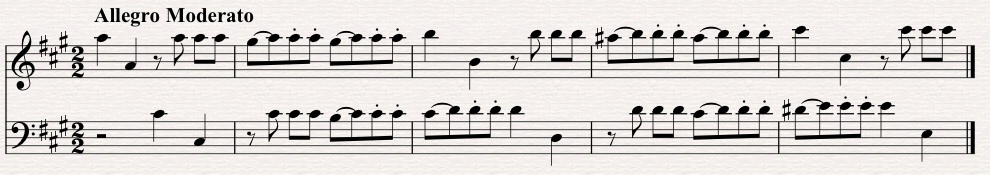
Temat pierwszej części

XXIX Symfonia A-dur (KV 201) − symfonia skomponowana przez Wolfganga Amadeusa Mozarta, ukończona 6 kwietnia 1774 w Salzburgu. Jedna z najlepszych wczesnych symfonii kompozytora, jedna z ważniejszych w twórczości (po XXV Symfonii g-moll).

## Części symfonii
1. Allegro moderato (A-dur, 2/2, 206 taktów)
2. Andante (D-dur, 2/4, 109 taktów)
3. Menuetto: allegretto – trio (A-dur, 3/4, 54 takty)
4. Allegro con spirito (A-dur, 6/8, 187 taktów)

## Instrumentacja
- 2 oboje
- 2 rogi
- kwintet smyczkowy

Czasem do składu orkiestry dodawane są:
- fagot
- klawesyn